# Mompha niveipunctella
Mompha niveipunctella é uma espécie de mariposa do gênero Mompha pertencente à família Coleophoridae.